# Hippopodina adunca
Hippopodina adunca är en mossdjursart som beskrevs av Tilbrook 2006. Hippopodina adunca ingår i släktet Hippopodina och familjen Hippopodinidae. Inga underarter finns listade i Catalogue of Life.